# Quinton Point
Der Quinton Point (englisch; französisch Pointe Quinton, spanisch Punta Quinton) ist eine Landspitze an der Nordwestküste der der Anvers-Insel im Palmer-Archipel westlich der Antarktischen Halbinsel. Sie bildet die Nordseite der Einfahrt zur Perrier-Bucht.
Teilnehmer der Vierten Französischen Antarktisexpedition (1903–1905) unter der Leitung des Polarforschers Jean-Baptiste Charcot kartierten sie. Charcot benannte sie nach dem französischen Naturforscher René Quinton (1866–1925).